# Zelënyj Gorod
Zelënyj Gorod (in russo Зелёный Город?) è un insediamento residenziale (курортный посёлок) della Russia europea centro-orientale, situato nel circondario urbano della città di Nižnij Novgorod (oblast' di Nižnij Novgorod).
Il villaggio è costituito da diverse parti situate in una foresta sulla riva sinistra del fiume Kud'ma.